# زاك أندرسون
زاك أندرسون (بالإنجليزية: Zach Anderson)‏ هو لاعب كرة قدم أمريكية ولاعب كرة القدم الكندية أمريكي، ولد في 20 نوفمبر 1989 في سولت سانت ماري في الولايات المتحدة.